# Groupement de soutien de la base de défense de Mourmelon - Mailly
Le groupement de soutien de la base de défense de Mourmelon - Mailly (GSBdD MNM) est un organisme militaire interarmées du service du commissariat des armées créé le 1er janvier 2011. Son rôle est de soutenir dans le domaine de l'administration générale et du soutien courant, toutes les unités militaires stationnées ou en manœuvre dans le périmètre de la base de Défense, qui couvre les garnisons de Mailly le camp, Mourmelon-le-Grand, Sissonne, Suippes.
Son état-major, est depuis septembre 2011 situé au sein du quartier Delestraint, sur la commune de Mourmelon-le-Grand.

## Chefs de corps
Le commandement du GSBdD de Mourmelon-Mailly est donné à un officier supérieur :
- 2011 - 2012 : lieutenant-colonel Raguet
- 2012 - 2014 : colonel Morel
- 2014 - 2017 : colonel Janvier
- 2017 - 2019 : colonel Rostain
- 2019 - 2021 : colonel Plantiveau
- 2021 - 2023 : colonel Marc Besson
- 2023 - ...      : colonel Gwenael Loquet